# Xilotepelt Fútbol Club
Xilotepelt est un club de football de la Primera División de Nicaragua et basé à Jinotepe. Il est dirigé par Abel Núñez, un hispano-mexicain.